# Comuna Kostîlivka, Rahău
Kostîlivka (în ucraineană Костилівка) este o comună în raionul Rahău, regiunea Transcarpatia, Ucraina, formată din satele Kostîlivka (reședința) și Vilhovatîi.

## Demografie
Componența lingvistică a comunei Kostîlivka
     Ucraineană (99,37%)
     Alte limbi (0,46%)
Conform recensământului din 2001, majoritatea populației comunei Kostîlivka era vorbitoare de ucraineană (99,37%), existând în minoritate și vorbitori de alte limbi.